# Arnold L. Farr
Arnold L. Farr (* 1965) ist ein amerikanischer Philosoph. Er lehrt als Professor an der University of Kentucky. 2005 war er Mitbegründer und erster Präsident  der International Herbert Marcuse Society.
Farr legte das Master-Examen an der University Kentucky ab und wurde dort 1996 zum Ph.D. promoviert. Von 1996 bis 2008 war er Associate Professor und Direktor des Africana Studies Program an der Saint Joseph’s University in Philadelphia. 2008 kehrte er als Professor an die University Kentucky zurück. Seine Forschungsinteressen gelten nach eigenen Angaben dem deutschen Idealismus, dem Marxismus, der Kritischen Theorie, der Philosophie der Rassen, der Postmoderne, der Psychoanalyse und der Befreiungsphilosophie. Farr ist Autor des 2009 erschienenen Buches Critical theory and democratic vision. Herbert Marcuse and recent liberation philosophies.